# Pawel Nikolajewitsch Demidow

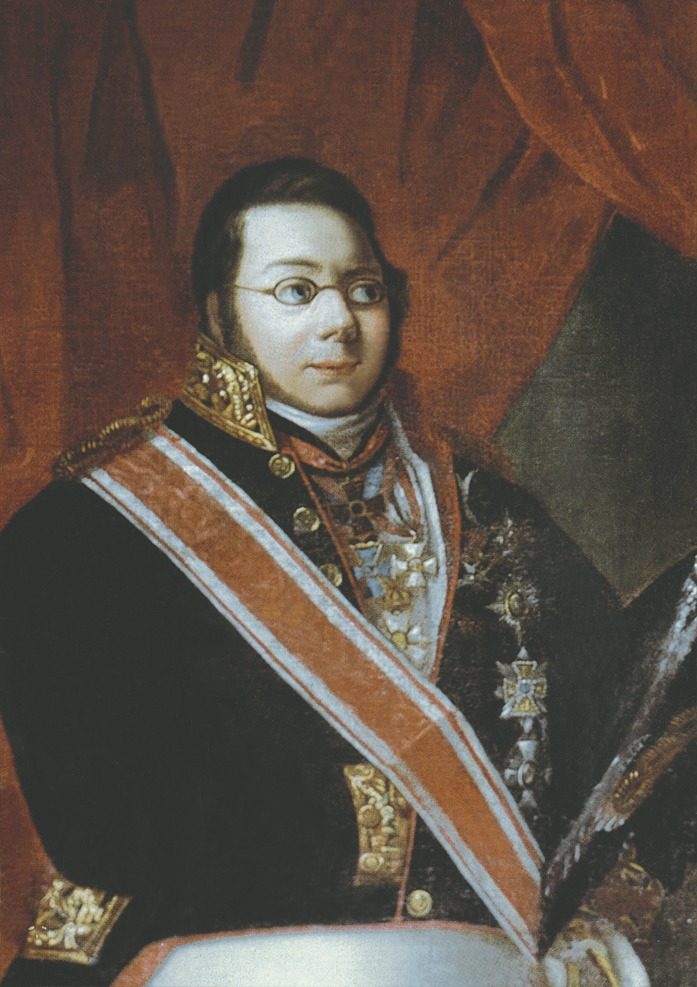
Pawel Demidow

Pawel Nikolajewitsch Demidow (russisch Павел Николаевич Демидов; * 17. August 1798 in Sankt Petersburg; † 5. April 1840 in Mainz) war ein russischer Offizier und Philanthrop.
Demidow, Sohn des Bergwerkebetreibers Nikolai Nikititsch Demidow mit der Baroness Jelisaweta Alexandrowna Stroganowa, wurde im Lycée Napoléon zu Paris erzogen. Er machte die Feldzüge der russischen Armee von 1812 bis 1814 mit, nahm 1826 als Rittmeister seinen Abschied und war von 1831 bis 1834 Gouverneur von Kursk.
Er begründete eine Stiftung für die Witwen und Waisen der im Türkenkrieg gefallenen Offiziere mit einem Kapital von 625.000 Rubeln und spendete eine halbe Million zum Besten der Wohltätigkeitsanstalten in Moskau und dieselbe Summe zur Erleichterung des Schicksals der nach Sibirien Verwiesenen.
Auch der Petersburger Akademie der Wissenschaften, deren Ehrenmitglied er seit 1831 war, wies er bedeutende Beträge zu, woraus diese von 1831 bis 1865 (und wieder ab 1993) jährlich den Demidow-Preis verlieh. Er war der Vater von Pawel Pawlowitsch Demidow (1839–1885).